# گرمان سانز
گرمان سانز (انگلیسی: Germán Sáenz؛ زادهٔ ۲۵ ژوئیهٔ ۱۹۹۰) بازیکن فوتبال اهل اسپانیا است.
از باشگاه‌هایی که در آن بازی کرده‌است می‌توان به باشگاه فوتبال لاس پالماس، باشگاه ورزشی تنریف، و باشگاه فوتبال رئال مورسیا اشاره کرد.